# Edaowa
Edaowa (kinesiska: 二道洼, 二道洼乡) är en socken i Kina. Den ligger i den autonoma regionen Inre Mongoliet, i den norra delen av landet, omkring 190 kilometer nordost om regionhuvudstaden Hohhot.
Genomsnittlig årsnederbörd är 449 millimeter. Den regnigaste månaden är juli, med i genomsnitt 118 mm nederbörd, och den torraste är januari, med 2 mm nederbörd.